# 大阪アルカリ事件
大阪アルカリ事件（おおさかアルカリじけん）とは、明治時代に大阪市で発生した公害事件。化学メーカー大阪アルカリ株式会社の肥料工場から発生した亜硫酸ガスにより、近隣の農産物が被害を受けたというもの。大審院によって認定された最初の公害事件判例「大阪アルカリ株式会社事件」として知られる。

## 概要
大阪アルカリ株式会社は、1879年（明治12年）に硫酸製造株式会社として設立された。同社は硫酸ソーダ製造会社と合併するなどして業務を拡大し、1893年（明治26年）に大阪アルカリ株式会社へ商号変更した。
その後、大阪市の郊外である大野に肥料工場を拡大したが、この頃から工場の煤煙により、近隣の住民はひどい悪臭に悩まされ、同社に対する怨嗟の声が渦巻いていた。
現地の地主であり、近江五財閥のひとつに数えられた外村与左衛門為信と、その小作人36人は、大阪アルカリ株式会社を被告として、1903年（明治39年）から1904年（明治40年）にかけて農作物（米と麦）が被害を受けたという訴えを起こした。
大阪地方裁判所での第一審は原告が勝利し、外村に55円、小作人たちに797円を支払うように命じたものであるが、詳細な内容は伝わっていない。
大阪アルカリ側はこれを不服とし、大阪アルカリの行為は不法行為とは言えないという趣旨で控訴した。大阪アルカリ側の代理人は弁護士の岩田宙造が務めている。大阪控訴院は1915年（大正4年）7月29日にこの控訴を棄却している。
しかし翌1916年（大正5年）12月22日、大審院第一民事部は上告を認め、破棄差し戻しを行う判決を下した。このため大阪控訴院で再び審理が行われた。大審院はこの際に、大阪アルカリがその時点で考えられる、適切な公害予防措置をとっていたかどうかを調査するよう指示していた。
1918年（大正7年）控訴院では、工場が設置された1903年（明治39年）当時、煤煙被害の防止のためには高い煙突を設けることがほぼ知られていたのに対し、大阪アルカリがその義務を怠ったと認定している。これによって大阪アルカリ側の敗訴が確定した。原告は差し戻しに当たって請求範囲を拡大していたため、外村に対して3,151円を含む総額16,811円の請求が認められた。
その後、大阪アルカリは第一次世界大戦後の不況によりたちまち経営難に陥り、1926年（大正15年）に事業整理して解散した。事業は大日本人造肥料株式会社（現：日産化学）が承継し、1936年（昭和11年）に清算結了している。
なお、都市計画学者でもあった關一第7代大阪市長は、科学的調査に基づき、あえて行政側の責任を認めた。

## 判例
大審院の判決は、たとえ公害が発生することを加害者側が認識していたとしても、相応な予防措置を整えていれば故意の不法行為と見なさず、免責されるというものであった。この判決は大いに注目され、判例として後の裁判に影響を与えることになった。鳩山秀夫は予防設備は故意か過失かの問題ではなく、違法性の問題であるとしたが、基本的に判決の立場を是認した。我妻栄も同様に違法性の問題であるとしているが、判決を是認した結論に対しては会社側の責任の点から疑問視している。
その後続いた公害訴訟、広島市灌漑用ポンプ騒音・振動事件、信玄公旗掛松事件などでも、この予防措置の有無が不法行為の認定として用いられた。しかし信玄公旗掛松事件においては、むしろ発生した結果の違法性を重視するという判決が行われ、以降の判決にも踏襲された。
戦後になって行われた水俣病訴訟判決（1973年3月20日）、スモン病訴訟東京地裁判決（1978年8月3日）では、予防設備の設置の有無ではなく、被害発生の有無が不法行為の是非として認定されており、現代では当判例の影響力は残っていない。